# Svjetsko prvenstvo u plivanju 2011.
Svjetsko prvenstvo u plivanju 2011. održano je od 16. do 31. srpnja 2011. u Šangaju u Kini kao jedan od dijelova XIII. svjetskog prvenstva u vodenim športovima.

## Pojedinačna natjecanja

### Slobodni stil

#### 50 m slobodno
| Mjesto | Država            | Plivač            | Vrijeme (s) |
| ------ | ----------------- | ----------------- | ----------- |
| 1.     | Brazil            | César Cielo Filho | 21,52       |
| 2.     | Italija           | Luca Dotto        | 21,90       |
| 3.     | Francuska         | Alain Bernard     | 21,92       |
| 4.     | SAD               | Nathan Adrian     | 21,93       |
| 5.     | Brazil            | Bruno Fratus      | 21,96       |
| 6.     | Mađarska          | Krisztián Takács  | 21,99       |
| 7.     | Trinidad i Tobago | George Bovell     | 22,04       |
| 8.     | JAR               | Gideon Louw       | 22,11       |

| Mjesto | Država                 | Plivačica                  | Vrijeme (s) |
| ------ | ---------------------- | -------------------------- | ----------- |
| 1.     | Švedska                | Therese Alshammar          | 24,14       |
| 2.     | Nizozemska             | Ranomi Kromowidjojo        | 24,27       |
| 3.     | Nizozemska             | Marleen Veldhuis           | 24,49       |
| 4.     | Ujedinjeno Kraljevstvo | Francesca Halsall          | 24,60       |
| 5.     | Bjelorusija            | Aljaxandra Herassimenja    | 24,65       |
| 6.     | Danska                 | Jeanette Ottesen           | 24,67       |
| 7.     | Bahami                 | Arianna Vanderpool-Wallace | 24,79       |
| 8.     | SAD                    | Jessica Hardy              | 24,87       |

#### 100 m slobodno
| Mjesto | Država     | Plivač                | Vrijeme (s) |
| ------ | ---------- | --------------------- | ----------- |
| 1.     | Australija | James Magnussen       | 47,63       |
| 2.     | Kanada     | Brent Hayden          | 47,95       |
| 3.     | Francuska  | William Meynard       | 48,00       |
| 4.     | Brazil     | César Cielo Filho     | 48,01       |
| 5.     | Francuska  | Fabien Gilot          | 48,13       |
| 6.     | SAD        | Nathan Adrian         | 48,23       |
| 7.     | Italija    | Luca Dotto            | 48,24       |
| 8.     | Nizozemska | Sebastiaan Verschuren | 48,27       |

| Mjesto | Država                 | Plivačica              | Vrijeme (s) |
| ------ | ---------------------- | ---------------------- | ----------- |
| 1      | Danska                 | Jeanette Ottesen       | 53,45       |
| 1      | Bjelorusija            | Aleksandra Herasimenja | 53,45       |
| 3.     | Nizozemska             | Ranomi Kromowidjojo    | 53,66       |
| 4      | Ujedinjeno Kraljevstvo | Francesca Halsall      | 53,72       |
| 4      | Nizozemska             | Femke Heemskerk        | 53,72       |
| 6.     | Australija             | Alicia Coutts          | 53,81       |
| 7.     | SAD                    | Dana Vollmer           | 54,19       |
| 8.     | SAD                    | Natalie Coughlin       | 54,22       |

#### 200 m slobodno
| Mjesto | Država       | Plivač           | Vrijeme (min) |
| ------ | ------------ | ---------------- | ------------- |
| 1.     | SAD          | Ryan Lochte      | 1:44,44       |
| 2.     | SAD          | Michael Phelps   | 1:44,79       |
| 3.     | Njemačka     | Paul Biedermann  | 1:44,88       |
| 4.     | Južna Koreja | Park Tae-hwan    | 1:44,92       |
| 5.     | Francuska    | Yannick Agnel    | 1:44,99       |
| 6.     | Rusija       | Nikita Lobinzew  | 1:46,57       |
| 7.     | Švicarska    | Dominik Meichtry | 1:47,02       |
| 8.     | Rusija       | Danila Isotow    | 1:47,46       |

| Mjesto | Država     | Plivačica           | Vrijeme (min) |
| ------ | ---------- | ------------------- | ------------- |
| 1.     | Italija    | Federica Pellegrini | 1:55,58       |
| 2.     | Australija | Kylie Palmer        | 1:56,04       |
| 3.     | Francuska  | Camille Muffat      | 1:56,10       |
| 4.     | Švedska    | Sarah Sjöström      | 1:56,41       |
| 5.     | Australija | Bronte Barratt      | 1:56,60       |
| 6.     | SAD        | Allison Schmitt     | 1:56,98       |
| 7.     | Nizozemska | Femke Heemskerk     | 1:57,63       |
| 8.     | Njemačka   | Silke Lippok        | 1:58,26       |

#### 400 m slobodno
| Mjesto | Država       | Plivač            | Vrijeme (min) |
| ------ | ------------ | ----------------- | ------------- |
| 1.     | Južna Koreja | Park Tae-hwan     | 3:42.04       |
| 2.     | NR Kina      | Sun Yang          | 3:43.24       |
| 3.     | Njemačka     | Paul Biedermann   | 3:44.14       |
| 4.     | SAD          | Peter Vanderkaay  | 3:44.83       |
| 5.     | Kanada       | Ryan Cochrane     | 3:45.17       |
| 6.     | Francuska    | Yannick Agnel     | 3:45.24       |
| 7.     | Tunis        | Oussama Mellouli  | 3:45.31       |
| 8.     | Francuska    | Sébastien Rouault | 3:47.66       |

| Mjesto | Država                 | Plivačica            | Vrijeme (min) |
| ------ | ---------------------- | -------------------- | ------------- |
| 1.     | Italija                | Federica Pellegrini  | 4:01,97       |
| 2.     | Ujedinjeno Kraljevstvo | Rebecca Adlington    | 4:04,01       |
| 3.     | Francuska              | Camille Muffat       | 4:04,06       |
| 4.     | Australija             | Kylie Palmer         | 4:04,62       |
| 5.     | Danska                 | Lotte Friis          | 4:04,68       |
| 6.     | Novi Zeland            | Lauren Boyle         | 4:06,11       |
| 7.     | SAD                    | Kathryn Hoff         | 4:08,22       |
| 8.     | Španjolska             | Melanía Costa Schmid | 4:09,66       |

#### 800 m slobodno
| Mjesto | Država       | Plivač            | Vrijeme (min) |
| ------ | ------------ | ----------------- | ------------- |
| 1.     | NR Kina      | Sun Yang          | 7:38,57       |
| 2.     | Kanada       | Ryan Cochrane     | 7:41,86       |
| 3.     | Mađarska     | Gergő Kis         | 7:44,94       |
| 4.     | Tunis        | Oussama Mellouli  | 7:45,99       |
| 5.     | Farski Otoci | Pál Joensen       | 7:46,51       |
| 6.     | SAD          | Chad La Tourette  | 7:46,52       |
| 7.     | SAD          | Peter Vanderkaay  | 7:46,64       |
| 8.     | Francuska    | Sébastien Rouault | 7:55,91       |

| Mjesto | Država                 | Plivačica         | Vrijeme (min) |
| ------ | ---------------------- | ----------------- | ------------- |
| 1.     | Ujedinjeno Kraljevstvo | Rebecca Adlington | 8:17,51       |
| 2.     | Danska                 | Lotte Friis       | 8:18,20       |
| 3.     | SAD                    | Kate Ziegler      | 8:23,36       |
| 4.     | SAD                    | Chloe Sutton      | 8:24,05       |
| 5.     | Mađarska               | Boglárka Kapás    | 8:24,79       |
| 6.     | Australija             | Katie Goldman     | 8:29,20       |
| 7.     | JAR                    | Wendy Trott       | 8:30,45       |
| 8.     | Novi Zeland            | Lauren Boyle      | 8:32,72       |

#### 1500 m slobodno
| Mjesto | Država       | Plivač           | Vrijeme (min) |
| ------ | ------------ | ---------------- | ------------- |
| 1.     | NR Kina      | Sun Yang         | 14:34,14      |
| 2.     | Kanada       | Ryan Cochrane    | 14:44,46      |
| 3.     | Mađarska     | Gergő Kis        | 14:45,66      |
| 4.     | Farski Otoci | Pál Joensen      | 14:46,33      |
| 5.     | SAD          | Chad La Tourette | 14:52,36      |
| 6.     | SAD          | Peter Vanderkaay | 15:00,47      |
| 7.     | Italija      | Samuel Pizzetti  | 15:15,81      |
| 8.     | Japan        | Yōsuke Miyamoto  | 15:20,67      |

| Mjesto | Država     | Plivačica        | Vrijeme (min) |
| ------ | ---------- | ---------------- | ------------- |
| 1.     | Danska     | Lotte Friis      | 15:49,59      |
| 2.     | SAD        | Kate Ziegler     | 15:55,60      |
| 3.     | NR Kina    | Li Xuanxu        | 15:58,02      |
| 4.     | NR Kina    | Kristel Kobrich  | 16:05,11      |
| 5.     | Australija | Melissa Gorman   | 16:05,98      |
| 6.     | JAR        | Wendy Trott      | 16:06,02      |
| 7.     | Španjolska | Erika Villaécija | 16:09,71      |
| 8.     | NR Kina    | Shao Yiwen       | 16:12,01      |

### Leđni stil

#### 50 m leđno
| Mjesto | Država                 | Plivač                  | Vrijeme (s) |
| ------ | ---------------------- | ----------------------- | ----------- |
| 1.     | Ujedinjeno Kraljevstvo | Liam Tancock            | 24,50       |
| 2.     | Francuska              | Camille Lacourt         | 24,57       |
| 3.     | JAR                    | Gerhard Zandberg        | 24,66       |
| 4.     | Španjolska             | Aschwin Wildeboer Faber | 24,82       |
| 5.     | SAD                    | David Plummer           | 24,92       |
| 6.     | SAD                    | Nicholas Thoman         | 25,01       |
|        | Izrael                 | Guy Barnea              | 25,01       |
| 8.     | Švicarska              | Flori Lang              | 25,15       |

| Mjesto | Država      | Plivačica               | Vrijeme (s) |
| ------ | ----------- | ----------------------- | ----------- |
| 1.     | Rusija      | Anastassija Sujewa      | 27,79       |
| 2.     | Japan       | Aya Terakawa            | 27,93       |
| 3.     | SAD         | Melissa Franklin        | 28,01       |
| 4.     | NR Kina     | Gao Chang               | 28,06       |
| 5.     | Australija  | Emily Seebohm           | 28,07       |
| 6      | Kanada      | Julia Wilkinson         | 28,09       |
| 6      | Bjelorusija | Aljaxandra Herassimenja | 28,09       |
| 8.     | Španjolska  | Mercedes Peris Minguet  | 28,42       |

#### 100 m leđno
| Mjesto | Država                 | Plivač          | Vrijeme (s) |
| ------ | ---------------------- | --------------- | ----------- |
| 1      | Francuska              | Camille Lacourt | 52,76       |
| 1      | Francuska              | Jérémy Stravius | 52,76       |
| 3.     | Japan                  | Ryōsuke Irie    | 52,98       |
| 4.     | SAD                    | Nicholas Thoman | 53,01       |
| 5.     | SAD                    | David Plummer   | 53,04       |
| 6.     | Ujedinjeno Kraljevstvo | Liam Tancock    | 53,25       |
| 7.     | Njemačka               | Helge Meeuw     | 53,28       |
| 8.     | Novi Zeland            | Gareth Kean     | 53,50       |

| Mjesto | Država                 | Plivačica          | Vrijeme (s) |
| ------ | ---------------------- | ------------------ | ----------- |
| 1.     | NR Kina                | Zhao Jing          | 59,05       |
| 2.     | Rusija                 | Anastassija Sujewa | 59,06       |
| 3.     | SAD                    | Natalie Coughlin   | 59,15       |
| 4.     | Australija             | Emily Seebohm      | 59,21       |
| 5.     | Japan                  | Aya Terakawa       | 59,35       |
| 6.     | Australija             | Belinda Hocking    | 59,53       |
| 7.     | Ujedinjeno Kraljevstvo | Elizabeth Simmonds | 59,89       |
| 8.     | Kanada                 | Sinead Russell     | 1:00,20     |

#### 200 m leđno
| Mjesto | Država  | Plivač              | Vrijeme (min) |
| ------ | ------- | ------------------- | ------------- |
| 1.     | SAD     | Ryan Lochte         | 1:52,96       |
| 2.     | Japan   | Ryōsuke Irie        | 1:54,11       |
| 3.     | SAD     | Tyler Clary         | 1:54,69       |
| 4.     | NR Kina | Zhang Fenglin       | 1:56,39       |
| 5.     | Poljska | Radosław Kawęcki    | 1:57,33       |
| 6.     | Rusija  | Stanislaw Donez     | 1:57,36       |
| 7.     | Italija | Sebastiano Ranfagni | 1:57,49       |
| 8.     | Japan   | Kazuki Watanabe     | 1:57,82       |

| Mjesto | Država                 | Plivačica             | Vrijeme (min) |
| ------ | ---------------------- | --------------------- | ------------- |
| 1.     | SAD                    | Melissa Franklin      | 2:05,10       |
| 2.     | Australija             | Belinda Hocking       | 2:06,06       |
| 3.     | Nizozemska             | Sharon van Rouwendaal | 2:07,78       |
| 4.     | Ukrajina               | Daryna Sewina         | 2:07,82       |
| 5.     | SAD                    | Elizabeth Beisel      | 2:08,16       |
| 6.     | Australija             | Meagan Nay            | 2:08,69       |
| 7.     | Ujedinjeno Kraljevstvo | Elizabeth Simmonds    | 2:08,76       |
| 8.     | Francuska              | Alexianne Castel      | 2:09,07       |

### Prsni stil

#### 50 m prsno
| Mjesto | Država     | Plivač                 | Vrijeme (s) |
| ------ | ---------- | ---------------------- | ----------- |
| 1.     | Brazil     | Felipe França da Silva | 27,01       |
| 2.     | Italija    | Fabio Scozzoli         | 27,17       |
| 3.     | JAR        | Cameron van der Burgh  | 27,19       |
| 4.     | Njemačka   | Hendrik Feldwehr       | 27,41       |
| 5.     | Norveška   | Alexander Dale Oen     | 27,43       |
| 6.     | SAD        | Mark Gangloff          | 27,58       |
| 7.     | Nizozemska | Lennart Stekelenburg   | 27,65       |
| 8.     | Slovenija  | Damir Dugonjič         | 28,00       |

| Mjesto | Država     | Plivačica        | Vrijeme (s) |
| ------ | ---------- | ---------------- | ----------- |
| 1.     | SAD        | Jessica Hardy    | 30,19       |
| 2.     | Rusija     | Julija Jefimowa  | 30,49       |
| 3.     | SAD        | Rebecca Soni     | 30,58       |
| 4.     | Australija | Leiston Pickett  | 30,74       |
| 5.     | Švedska    | Jennie Johansson | 30,89       |
| 6.     | Australija | Leisel Jones     | 31,01       |
| 7.     | Nizozemska | Moniek Nijhuis   | 31,33       |
| 8.     | Švedska    | Rebecca Ejdervik | 31,45       |

#### 100 m prsno
| Mjesto | Država     | Plivač                | Vrijeme (s) |
| ------ | ---------- | --------------------- | ----------- |
| 1.     | Norveška   | Alexander Dale Oen    | 58,71       |
| 2.     | Italija    | Fabio Scozzoli        | 59,42       |
| 3.     | JAR        | Cameron van der Burgh | 59,49       |
| 4.     | Japan      | Kōsuke Kitajima       | 1:00,03     |
| 5.     | Australija | Brenton Rickard       | 1:00,11     |
| 6      | Mađarska   | Dániel Gyurta         | 1:00,25     |
| 6      | Litva      | Giedrius Titenis      | 1:00,25     |
| 8.     | SAD        | Mark Gangloff         | 1:00,52     |

| Mjesto | Država     | Plivačica       | Vrijeme (min) |
| ------ | ---------- | --------------- | ------------- |
| 1.     | SAD        | Rebecca Soni    | 1:05,05       |
| 2.     | Australija | Leisel Jones    | 1:06,25       |
| 3.     | NR Kina    | Ji Liping       | 1:06,52       |
| 4.     | Rusija     | Julija Jefimowa | 1:06,56       |
| 5.     | NR Kina    | Sun Ye          | 1:07,08       |
| 6.     | Danska     | Rikke Pedersen  | 1:07,28       |
| 7.     | Kanada     | Jillian Tyler   | 1:07,64       |
| 8.     | Nizozemska | Moniek Nijhuis  | 1:07,97       |

#### 200 m prsno
| Mjesto | Država                 | Plivač             | Vrijeme (min) |
| ------ | ---------------------- | ------------------ | ------------- |
| 1.     | Mađarska               | Dániel Gyurta      | 2:08,41       |
| 2.     | Japan                  | Kōsuke Kitajima    | 2:08,63       |
| 3.     | Njemačka               | Christian vom Lehn | 2:09,06       |
| 4.     | SAD                    | Eric Shanteau      | 2:09,28       |
| 5.     | Ujedinjeno Kraljevstvo | Michael Jamieson   | 2:10,67       |
| 6.     | Litva                  | Giedrius Titenis   | 2:11,07       |
| 7.     | Južna Koreja           | Choi Kyu-woong     | 2:11,17       |
| 8.     | Ujedinjeno Kraljevstvo | Andrew Willis      | 2:11,29       |

| Mjesto | Država  | Plivačica             | Vrijeme (min) |
| ------ | ------- | --------------------- | ------------- |
| 1.     | SAD     | Rebecca Soni          | 2:21,47       |
| 2.     | Rusija  | Julija Jefimowa       | 2:22,22       |
| 3.     | Kanada  | Martha McCabe         | 2:24,81       |
| 4.     | NR Kina | Sun Ye                | 2:25,09       |
| 5.     | Japan   | Rie Kanetō            | 2:25,36       |
| 6.     | Srbija  | Nađa Higl             | 2:25,93       |
| 7.     | Danska  | Rikke Møller Pedersen | 2:26,56       |
| 8.     | Kanada  | Annamay Pierse        | 2:27,00       |

### Leptir stil

#### 50 m leptir
| Mjesto | Država     | Plivač             | Vrijeme |
| ------ | ---------- | ------------------ | ------- |
| 1.     | Brazil     | César Cielo Filho  | 23,10   |
| 2.     | Australija | Matthew Targett    | 23,28   |
| 3.     | Australija | Geoff Huegill      | 23,35   |
| 4.     | Francuska  | Frédérick Bousquet | 23,38   |
| 5.     | Francuska  | Florent Manaudou   | 23,49   |
| 6.     | Njemačka   | Steffen Deibler    | 23,55   |
| 7.     | Kenija     | Jason Dunford      | 23,60   |
| 8.     | Ukrajina   | Andrij Howorow     | 23,64   |

| Mjesto | Država     | Plivačica         | Vrijeme (s) |
| ------ | ---------- | ----------------- | ----------- |
| 1.     | Nizozemska | Inge Dekker       | 25,71       |
| 2.     | Švedska    | Therese Alshammar | 25,76       |
| 3.     | Francuska  | Mélanie Henique   | 25,86       |
| 4      | NR Kina    | Lu Ying           | 25,87       |
| 4      | Švedska    | Sarah Sjöström    | 25,87       |
| 6.     | Japan      | Yuka Katō         | 26,02       |
| 7.     | SAD        | Dana Vollmer      | 26,06       |
| 8.     | Australija | Marieke Guehrer   | 26,21       |

#### 100 m leptir
| Mjesto | Država     | Plivač               | Vrijeme |
| ------ | ---------- | -------------------- | ------- |
| 1.     | SAD        | Michael Phelps       | 50,71   |
| 2.     | Poljska    | Konrad Czerniak      | 51,15   |
| 3.     | SAD        | Tyler McGill         | 51,26   |
| 4.     | Kenija     | Jason Dunford        | 51,59   |
| 5.     | Japan      | Takurō Fujii         | 51,75   |
| 6.     | Rusija     | Jewgeni Korotyschkin | 51,86   |
| 7.     | Nizozemska | Joeri Verlinden      | 52,21   |
| 8.     | Australija | Geoff Huegill        | 52,36   |

| Mjesto | Država                 | Plivačica         | Vrijeme (s) |
| ------ | ---------------------- | ----------------- | ----------- |
| 1.     | SAD                    | Dana Vollmer      | 56,87       |
| 2.     | Australija             | Alicia Coutts     | 56,94       |
| 3.     | NR Kina                | Lu Ying           | 57,06       |
| 4.     | Švedska                | Sarah Sjöström    | 57,38       |
| 5.     | Ujedinjeno Kraljevstvo | Ellen Gandy       | 57,55       |
| 6.     | NR Kina                | Liu Zige          | 57,57       |
| 7.     | Australija             | Jessicah Schipper | 57,95       |
| 8.     | Ujedinjeno Kraljevstvo | Jemma Lowe        | 57,96       |

#### 200 m leptir
| Mjesto | Država   | Plivač             | Vrijeme (min) |
| ------ | -------- | ------------------ | ------------- |
| 1.     | SAD      | Michael Phelps     | 1:53,34       |
| 2.     | Japan    | Takeshi Matsuda    | 1:54,01       |
| 3.     | NR Kina  | Wu Peng            | 1:54,67       |
| 4.     | NR Kina  | Chen Yin           | 1:55,00       |
| 5.     | JAR      | Chad le Clos       | 1:55,07       |
| 6.     | Poljska  | Paweł Korzeniowski | 1:55,39       |
| 7.     | Austrija | Dinko Jukić        | 1:55,48       |
| 8.     | Mađarska | Bence Biczó        | 1:55,53       |

| Mjesto | Država                 | Plivačica         | Vrijeme (min) |
| ------ | ---------------------- | ----------------- | ------------- |
| 1.     | NR Kina                | Jiao Liuyang      | 2:05,55       |
| 2.     | Ujedinjeno Kraljevstvo | Ellen Gandy       | 2:05,59       |
| 3.     | NR Kina                | Liu Zige          | 2:05,90       |
| 4.     | Japan                  | Natsumi Hoshi     | 2:05,91       |
| 5.     | Australija             | Stephanie Rice    | 2:06,08       |
| 6.     | Mađarska               | Zsuzsanna Jakabos | 2:06,35       |
| 7      | Ujedinjeno Kraljevstvo | Jemma Lowe        | 2:06,64       |
| 7      | Australija             | Jessicah Schipper | 2:06,64       |

### Mješovito

#### 200 m mješovito
| Mjesto | Država                 | Plivač         | Vrijeme (min) |
| ------ | ---------------------- | -------------- | ------------- |
| 1.     | SAD                    | Ryan Lochte    | 1:54,00       |
| 2.     | SAD                    | Michael Phelps | 1:54,16       |
| 3.     | Mađarska               | László Cseh    | 1:57,69       |
| 4.     | Ujedinjeno Kraljevstvo | James Goddard  | 1:57,79       |
| 5.     | Austrija               | Markus Rogan   | 1:58,14       |
| 6.     | Brazil                 | Thiago Pereira | 1:59,00       |
| 7.     | Australija             | Kenneth To     | 1:59,26       |
| 8.     | Japan                  | Yūya Horihata  | 1:59,52       |

| Mjesto | Država                 | Plivačica        | Vrijeme (min) |
| ------ | ---------------------- | ---------------- | ------------- |
| 1.     | NR Kina                | Ye Shiwen        | 2:08,90       |
| 2.     | Australija             | Alicia Coutts    | 2:09,00       |
| 3.     | SAD                    | Ariana Kukors    | 2:09,12       |
| 4.     | Australija             | Stephanie Rice   | 2:09,65       |
| 5.     | SAD                    | Caitlin Leverenz | 2:10,40       |
| 6.     | Mađarska               | Katinka Hosszú   | 2:11,24       |
| 7.     | Ujedinjeno Kraljevstvo | Hannah Miley     | 2:11,36       |
| 8.     | Kanada                 | Julia Wilkinson  | 2:16,18       |

#### 400 m mješovito
| Mjesto | Država                 | Plivač             | Vrijeme (min) |
| ------ | ---------------------- | ------------------ | ------------- |
| 1.     | SAD                    | Ryan Lochte        | 04:07,13      |
| 2.     | SAD                    | Scott Tyler Clary  | 04:11.17      |
| 3.     | Japan                  | Yūya Horihata      | 04:11,98      |
| 4.     | NR Kina                | Huang Chaosheng    | 04:13,62      |
| 5.     | Grčka                  | Ioannis Drymonakos | 04:14,62      |
| 6.     | Mađarska               | Dávid Verrasztó    | 04:15.67      |
| 7.     | NR Kina                | Wang Cheng Xiang   | 04:15.89      |
| 8.     | Ujedinjeno Kraljevstvo | Roberto Pavoni     | 04:19.85      |

| Mjesto | Država                 | Plivačica              | Vrijeme (min) |
| ------ | ---------------------- | ---------------------- | ------------- |
| 1.     | SAD                    | Elizabeth Beisel       | 4:31,78       |
| 2.     | Ujedinjeno Kraljevstvo | Hannah Miley           | 4:34,22       |
| 3.     | Australija             | Stephanie Rice         | 4:34,23       |
| 4.     | Španjolska             | Mireia Belmonte García | 4:34,94       |
| 5.     | NR Kina                | Ye Shiwen              | 4:35,15       |
| 6.     | NR Kina                | Li Xuanxu              | 4:35,78       |
| 7.     | Češka                  | Barbora Závadová       | 4:38,04       |
| 8.     | SAD                    | Caitlin Leverenz       | 4:38,80       |

## Štafetna natjecanja

### 4x100 m slobodno
| Mjesto | Država                 | Plivači                                                                     | Vrijeme (min) |
| ------ | ---------------------- | --------------------------------------------------------------------------- | ------------- |
| 1.     | Australija             | - James Magnussen - Matthew Targett - Matthew Abood - Eamon Sullivan        | 3:11,00       |
| 2.     | Francuska              | - Alain Bernard - Jérémy Stravius - William Meynard - Fabien Gilot          | 3:11,14       |
| 3.     | SAD                    | - Michael Phelps - Garrett Weber-Gale - Jason Lezak - Nathan Adrian         | 3:11,96       |
| 4.     | Italija                | - Luca Dotto - Marco Orsi - Michele Santucci - Filippo Magnini              | 3:12,39       |
| 5.     | Rusija                 | - Jewgeni Lagunow - Andrei Gretschin - Nikita Lobinzew - Sergei Fessikow    | 3:12,99       |
| 6.     | JAR                    | - Graeme Moore - Darian Townsend - Gideon Louw - Leith Shankland            | 3:13,38       |
| 7.     | Njemačka               | - Markus Deibler - Benjamin Starke - Christoph Fildebrandt - Marco di Carli | 3:15,01       |
| 8.     | Ujedinjeno Kraljevstvo | - Adam Brown - Liam Tancock - Grant Turner - Simon Burnett                  | 3:15,03       |

| Mjesto | Država     | Plivačice                                                                   | Vrijeme |
| ------ | ---------- | --------------------------------------------------------------------------- | ------- |
| 1.     | Nizozemska | - Inge Dekker - Ranomi Kromowidjojo - Marleen Veldhuis - Femke Heemskerk    | 3:33,96 |
| 2.     | SAD        | - Natalie Coughlin - Melissa Franklin - Jessica Hardy - Dana Vollmer        | 3:34,47 |
| 3.     | Njemačka   | - Britta Steffen - Silke Lippok - Lisa Vitting - Daniela Schreiber          | 3:36,05 |
| 4.     | NR Kina    | - Li Zhesi - Wang Shijia - Pang Jiaying - Tang Yi                           | 3:36,36 |
| 5.     | Australija | - Bronte Barratt - Marieke Guehrer - Merindah Dingjan - Alicia Coutts       | 3:36,75 |
| 6.     | Kanada     | - Victoria Poon - Geneviève Saumur - Chantal Vanlandeghem - Julia Wilkinson | 3:38,42 |
| 7.     | Japan      | - Haruka Ueda - Yayoi Matsumoto - Hanae Itō - Natsuki Hasegawa              | 3:39,55 |
| 8.     | Danska     | - Pernille Blume - Mie Nielsen - Jeanette Ottesen - Lotte Friis             | 3:39,74 |

### 4x200 m slobodno
| Mjesto | Država                 | Plivači                                                                      | Vrijeme (min) |
| ------ | ---------------------- | ---------------------------------------------------------------------------- | ------------- |
| 1.     | SAD                    | - Michael Phelps - Peter Vanderkaay - Ricky Berens - Ryan Lochte             | 7:02,67       |
| 2.     | Francuska              | - Yannick Agnel - Grégory Mallet - Jérémy Stravius - Fabien Gilot            | 7:04,81       |
| 3.     | NR Kina                | - Wang Shun - Zhang Lin - Li Yunqi - Sun Yang                                | 7:05,67       |
| 4.     | Njemačka               | - Paul Biedermann - Tim Wallburger - Christoph Fildebrandt - Benjamin Starke | 7:08,32       |
| 5.     | Australija             | - Thomas Fraser-Holmes - Kenrick Monk - Jarrod Killey - Ryan Napoleon        | 7:08,48       |
| 6.     | Ujedinjeno Kraljevstvo | - Ross Davenport - David Carry - Jak Scott - Robert Renwick                  | 7:10,84       |
| 7.     | Japan                  | - Takeshi Matsuda - Shogo Hihara - Yuki Kobori - Yoshihiro Okumura           | 7:10,92       |
| 8.     | Italija                | - Gianluca Maglia - Filippo Magnini - Marco Belotti - Samuel Pizzetti        | 7:12,26       |

| Mjesto | Država                 | Plivačice                                                                      | Vrijeme (min) |
| ------ | ---------------------- | ------------------------------------------------------------------------------ | ------------- |
| 1.     | SAD                    | - Melissa Franklin - Dagny Knutson - Katie Hoff - Allison Schmitt              | 7:46,14       |
| 2.     | Australija             | - Bronte Barratt - Blair Evans - Angie Bainbridge - Kylie Palmer               | 7:47,42       |
| 3.     | NR Kina                | - Chen Qian - Pang Jiaying - Liu Jing - Tang Yi                                | 7:47,66       |
| 4.     | Francuska              | - Camille Muffat - Coralie Balmy - Charlotte Bonnet - Ophélie-Cyrielle Étienne | 7:52,22       |
| 5.     | Mađarska               | - Ágnes Mutina - Evelyn Verrasztó - Katinka Hosszú - Zsuzsanna Jakabos         | 7:52,39       |
| 6.     | Ujedinjeno Kraljevstvo | - Joanne Jackson - Rebecca Turner - Hannah Miley - Caitlin McClatchey          | 7:53,51       |
| 7.     | Kanada                 | - Barbara Jardin - Julia Wilkinson - Samantha Cheverton - Brittany McLean      | 7:53,62       |
| 8.     | Novi Zeland            | - Lauren Boyle - Amaka Gessler - Penelope Marshall - Natasha Hind              | 7:56,55       |

### 4x100 m mješovito
| Mjesto | Država                 | Plivači                                                                            | Vrijeme (min) |
| ------ | ---------------------- | ---------------------------------------------------------------------------------- | ------------- |
| 1.     | SAD                    | - Nicholas Thoman - Mark Gangloff - Michael Phelps - Nathan Adrian                 | 3:32,06       |
| 2.     | Australija             | - Hayden Stoeckel - Brenton Rickard - Geoff Huegill - James Magnussen              | 3:32,26       |
| 3.     | Njemačka               | - Helge Meeuw - Hendrik Feldwehr - Benjamin Starke - Paul Biedermann               | 3:32,60       |
| 4.     | Japan                  | - Ryōsuke Irie - Kōsuke Kitajima - Takurō Fujii - Shogo Hihara                     | 3:32,89       |
| 5.     | Nizozemska             | - Nick Driebergen - Lennart Stekelenburg - Joeri Verlinden - Sebastiaan Verschuren | 3:34,11       |
| 6.     | Ujedinjeno Kraljevstvo | - Liam Tancock - Michael Jamieson - Antony James - Adam Brown                      | 3:36,58       |
| 7.     | Kanada                 | - Charles Francis - Andrew Scott Dickens - Joseph Bartoch - Brent Hayden           | 3:36,80       |
| 8.     | Poljska                | - Marcin Tarczyński - Dawid Szulich - Paweł Korzeniowski - Konrad Czerniak         | 3:37,44       |

| Mjesto | Država                 | Plivačice                                                                  | Vrijeme (min) |
| ------ | ---------------------- | -------------------------------------------------------------------------- | ------------- |
| 1.     | SAD                    | - Natalie Coughlin - Rebecca Soni - Dana Vollmer - Missy Franklin          | 3:52,36       |
| 2.     | NR Kina                | - Zhao Jing - Ji Liping - Lu Ying - Tang Yi                                | 3:55,61       |
| 3.     | Australija             | - Belinda Hocking - Leisel Jones - Alicia Coutts - Merindah Dingjan        | 3:57,13       |
| 4.     | Rusija                 | - Anastassija Sujewa - Julija Jefimowa - Irina Bespalowa - Veronika Popowa | 3:57,38       |
| 5.     | Japan                  | - Aya Terakawa - Satomi Suzuki - Yuka Katō - Yayoi Matsumoto               | 3:57,84       |
| 6.     | Ujedinjeno Kraljevstvo | - Georgia Davies - Stacey Tadd - Ellen Gandy - Francesca Halsall           | 4:01,09       |
| 7.     | Kanada                 | - Sinead Russell - Jillian Tyler - Katerine Savard - Julia Wilkinson       | DSQ           |
| 8.     | Njemačka               | - Jenny Mensing - Sarah Poewe - Sina Sutter - Daniela Schreiber            | DSQ           |